# Philip Bosco
Philip Michael Bosco (Jersey City, 26 settembre 1930 – Haworth, 3 dicembre 2018) è stato un attore statunitense.

## Biografia
Iniziò la carriera come attore teatrale, arrivò poi in televisione e debuttò al cinema nel 1968, con il film Jim l'irresistibile detective. Intraprese quindi la carriera televisiva e tornò al cinema nel 1983, recitando nel film Una poltrona per due. Attivo in campo teatrale, televisivo e cinematografico, nel 1989 vinse il Tony Award al miglior attore protagonista in un'opera teatrale per Lend Me A Tenor.

## Vita privata
Nel 1957 si sposò con Nancy Ann Dunkle. La coppia ha avuto sette figli: Diane, Philip, Chris, Jenny, Lisa, Celia e John.

## Filmografia

### Cinema
- Jim l'irresistibile detective (A Lovely Way to Die), regia di David Lowell Rich (1968)
- Una poltrona per due (Trading Places), regia di John Landis (1983)
- Il Papa del Greenwich Village (The Pope of Greenwich Village), regia di Stuart Rosenberg (1984)
- Catholic Boys (Heaven Help Us), regia di Michael Dinner (1985)
- Walls of Glass, regia di Scott D. Goldstein (1985)
- Casa, dolce casa? (The Money Pit), regia di Richard Benjamin (1986)
- Figli di un dio minore (Children of a Lesser God), regia di Randa Haines (1986)
- Suspect - Presunto colpevole (Suspect), regia di Peter Yates (1987)
- Tre scapoli e un bebè (3 Men and a Baby), regia di Leonard Nimoy (1987)
- Un'altra donna (Another Woman), regia di Woody Allen (1988)
- Una donna in carriera (Working Girl), regia di Mike Nichols (1988)
- The Luckiest Man in the World, regia di Frank D. Gilroy (1989)
- 4 pazzi in libertà (The Dream Team), regia di Howard Zieff (1989)
- Blue Steel - Bersaglio mortale (Blue Steel), regia di Kathryn Bigelow (1990)
- Scappiamo col malloppo (Quick Change), regia di Howard Franklin e Bill Murray (1990)
- I corridoi del potere (True Colors), regia di Herbert Ross (1991)
- F/X 2 - Replay di un omicidio (F/X2), regia di Richard Franklin (1991)
- Ombre e nebbia (Shadows and Fog), regia di Woody Allen (1991)
- Linea diretta - Un'occasione unica (Straight Talk), regia di Barnet Kellman (1992)
- Angie - Una donna tutta sola (Angie), regia di Martha Coolidge (1994)
- Lezioni di anatomia (Milk Money), regia di Richard Benjamin (1994)
- Ritrovarsi (Safe Passage), regia di Robert Allan Ackerman (1994)
- La vita a modo mio (Nobody's Fool), regia di Robert Benton (1994)
- Matrimonio a 4 mani (It Takes Two), regia di Andy Tennant (1995)
- Il club delle prime mogli (The First Wives Club), regia di Hugh Wilson (1996)
- Surprise!, regia di Debbie Elbin (1996)
- Il matrimonio del mio migliore amico (My Best Friend's Wedding), regia di P. J. Hogan (1997)
- Harry a pezzi (Deconstructing Harry), regia di Woody Allen (1997)
- Se mi amate... (Critical Care), regia di Sidney Lumet (1997)
- Wonder Boys, regia di Curtis Hanson (2000)
- Shaft, regia di John Singleton (2000)
- Brooklyn Sonnet, regia di Elyse Lewin (2000)
- Kate & Leopold, regia di James Mangold (2001)
- Abandon - Misteriosi omicidi (Abandon), regia di Stephen Gaghan (2002)
- Hitch - Lui sì che capisce le donne (Hitch), regia di Andy Tennant (2005)
- Bonanno - La storia di un padrino (Bonanno - A Godfather's Story), regia di Michael Poulette (1999)
- Il colore del crimine (Freedomland), regia di Joe Roth (2006)
- La famiglia Savage (The Savages), regia di Tamara Jenkins (2007)
- When the Evening Comes, regia di Craig Geraghty (2009)

### Televisione
- Sentieri (The Guiding Light) – serie TV (1952)
- You Are There – serie TV, 2 episodi (1953)
- The DuPont Show of the Month – serie TV, 1 episodio (1961)
- Armstrong Circle Theatre – serie TV, 1 episodio (1961)
- Sunday Showcase – serie TV, 1 episodio (1961)
- Our American Heritage – serie TV, 1 episodio (1961)
- The Nurses – serie TV, 3 episodi (1963-1965)
- La parola alla difesa (The Defenders) – serie TV, 1 episodio (1965)
- For the People – serie TV, 2 episodi (1965)
- Le cause dell'avvocato O'Brien (The Trials of O'Brien) – serie TV, 1 episodio (1965)
- Hawk l'indiano (Hawk) – serie TV, episodio 1x04 (1966)
- NET Playhouse – serie TV, 1 episodio (1966)
- An Enemy of the People – film TV (1966)
- N.Y.P.D. – serie TV, 1 episodio (1968)
- Great Performances – serie TV, 1 episodio (1971)
- I Ryan (Ryan's Hope) – serie TV, 1 episodio (1978)
- Mary Benjamin (Nurse) – serie TV, 1 episodio (1981)
- American Playhouse – serie TV, 1 episodio (1985)
- Liberty – film TV (1986)
- La rabbia degli angeli - La storia continua (Rage of Angels: The Story Continues) – miniserie TV (1986)
- ABC Afterschool Specials – serie TV, 1 episodio (1987)
- Una detective in gamba (Leg Work) – serie TV, 1 episodio (1987)
- Echoes in the Darkness – film TV (1987)
- Spenser (Spenser: For Hire) – serie TV, 1 episodio (1988)
- Internal Affairs – film TV (1988)
- Un giustiziere a New York (The Equalizer) – serie TV, 2 episodi (1986-1989)
- Omicidio in bianco e nero (Murder in Black and White) – film TV (1990)
- Against the Law – serie TV, 1 episodio (1990)
- The Return of Eliot Ness – film TV (1991)
- Tribeca – serie TV, 7 episodi (1993)
- The Prison (Against the Wall), regia di John Frankenheimer – film TV (1994)
- The Forget-Me-Not Murders – film TV (1994)
- La scena del delitto (Janek: The Silent Betrayal) – film TV (1994)
- Il sogno di Rose (Young at Heart) – film TV (1995)
- Ultime dal cielo (Early Edition) – serie TV, 1 episodio (1997)
- Remember WENN – serie TV, 1 episodio (1997)
- Liberty! The American Revolution, regia di Ellen Hovde e Muffie Meyer – miniserie TV (1997)
- Cosby – serie TV, 1 episodio (1998)
- Casa e chiesa (Soul Man) – serie TV, 1 episodio (1998)
- Un nemico nell'ombra (Carriers) – film TV (1998)
- Twelfth Night, or What You Will – film TV (1998)
- Spin City – serie TV, 1 episodio (1998)
- Law & Order - I due volti della giustizia (Law & Order) – serie TV, 5 episodi (1990-1999)
- Bonanno - La storia di un padrino (Bonanno: A Godfather's Story) – film TV (1999)
- La valle dei pini (All My Children) – serie TV, 1 episodio (2000)
- Cupido e Cate (Cupid & Cate) – film TV (2000)
- Seconda nascita (After Amy) – film TV (2001)
- Law & Order: Criminal Intent – serie TV, episodio 2x03 (2002)
- Ed – serie TV, 2 episodi (2001-2004)
- Law & Order - Unità vittime speciali (Law & Order: Special Victims Unit) – serie TV, 6 episodi (2002-2006)
- Damages – serie TV, 12 episodi (2007-2009)
- American Experience – serie TV, 3 episodi (1990-2010)

## Doppiatori italiani
Nelle versioni in italiano delle opere in cui ha recitato, Philip Bosco è stato doppiato da:
- Dante Biagioni in Cupido e Cate, Shaft, Kate & Leopold, Law & Order - Unità vittime speciali
- Sandro Iovino ne Il matrimonio del mio migliore amico, Se mi amate..., Abandon - Misteriosi omicidi
- Sergio Fiorentini in Casa, dolce casa?, Suspect - Presunto colpevole
- Franco Zucca in La rabbia degli angeli - La storia continua, La famiglia Savage
- Renato Mori in Quattro pazzi in libertà, Damages
- Gil Baroni in La vita a modo mio, Wonder Boys
- Giancarlo Padoan in Figli di un dio minore
- Mario Bardella in Tre scapoli e un bebè
- Giorgio Lopez in Un'altra donna
- Silvio Spaccesi in Una donna in carriera
- Romano Ghini in Blue Steel - Bersaglio mortale
- Luciano De Ambrosis in Scappiamo col malloppo
- Dario De Grassi in Law & Order - I due volti della giustizia
- Sergio Tedesco in F/X 2 - Replay di un omicidio
- Vittorio Congia in Ombre e nebbia
- Toni Orlandi in The Prison
- Michele Kalamera in Angie - Una donna tutta sola
- Bruno Alessandro in Matrimonio a quattro mani
- Franco Chillemi ne Il club delle prime mogli
- Gianni Bonagura in Harry a pezzi
- Franco Vaccaro in Law & Order: Criminal Intent
- Saverio Moriones in Hitch - Lui sì che capisce le donne
- Renzo Stacchi in Damages (ep. 5x01)
- Sergio Grasso in Casa, dolce casa? (ridoppiaggio)